# Seishi Kishimoto
Seishi Kishimoto (jap. 岸本 聖史 Kishimoto Seishi; ur. 8 listopada 1974) – japoński mangaka. Młodszy brat Masashiego Kishimoto (autora Naruto). 
Bracia zaczynali razem we wczesnym dzieciństwie, co sprawiło, że ich style są podobne. Seishi zasłynął dzięki mandze pod tytułem 666 Satan, która była publikowana w odcinkach w miesięczniku Gekkan Shōnen Gangan. Manga ta w Ameryce Północnej wydana została pt. O-Parts Hunter. Aktualnie powstaje manga "Blazer Drive", najnowsze dzieło Kishimoto.

## Prace
- Trigger
- Tenchu: The Wrath of Heaven
- 666 Satan O-Parts Hunter
- Blazer Drive
- Dwanaście uderzeń zegara